# Rivona
Rivona ist ein Unternehmen in Litauen, der Hauptlieferer der Handelskette Norfa. Es gehört den Inhabern von UAB Norfos mažmena. Die Bereiche sind Logistik, internationale Überführungen, Immobilienmiete u. a. UAB Rivona besitzt Abteilungen für Süßigkeiten, Konditorei, Kulinarie, Gebäck, Fischräucherei, Konserven- und Milchproduktion in Rokiškis und Kaunas. Das Stammkapital beträgt 18 Mio. Litas. 2011 gab es 1033 Mitarbeiter. 2012 erzielte Rivona den Umsatz von 1,236 Mrd. Litas.